# Cyprideis salebrosa
Cyprideis salebrosa är en kräftdjursart som beskrevs av van den Bold 1963. Cyprideis salebrosa ingår i släktet Cyprideis och familjen Cytherideidae. Inga underarter finns listade i Catalogue of Life.